# L'Île rouge (film)
Pour les articles homonymes, voir L'Île rouge.
Pour plus de détails, voir Fiche technique et Distribution.
L'Île rouge est un drame franco-belgo-malgache co-écrit et réalisé par Robin Campillo, sorti en 2023.
Le film — dont le titre est un des noms associés à la « Grande Île » de Madagascar et fait référence à la latérite qui colore ses plateaux — met en image l'histoire, vue à hauteur d'enfant, de l'entre-soi de familles de militaires d'une base aérienne française peu d'années après l'indépendance de Madagascar. Le néocolonialisme encore en cours dans les années 1970  est marqué par les révoltes contre l'ordre établi,.

## Synopsis
À Madagascar, au début des années 1970, sur la base aérienne de l’armée française d'Ivato, le petit Thomas, curieux de tout, surtout des conversations des adultes, mène sa vie d'enfant avec ses deux frères, auprès de son père militaire et de sa mère, femme au foyer. Les familles de militaires « mènent une vie tranquille entre expatriés, une vie faite de grandes tablées, de soirées arrosées, mais aussi de commérages et de médisance. Une vie d'où les Malgaches sont quasi-absents, relégués au rôle de domestiques, de petites mains ou de prostitués »
Les militaires et leurs proches sont les représentants des derniers moments de la présence française à Madagascar. En filigrane, la révolte paysanne, et le soulèvement de la jeunesse malgache contre l'ordre établi viennent rappeler en contrepoint la répression de l'insurrection de 1947.

## Fiche technique
Sauf indication contraire, les informations mentionnées dans cette section peuvent être confirmées par la base de données cinématographiques Unifrance,  présente dans la section « Liens externes ».
- Titre original et francophone : L'Île rouge
- Réalisation : Robin Campillo
- Scénario : Robin Campillo, Gilles Marchand (en collaboration avec Jean-Luc Raharimanana)
- Musique : Arnaud Rebotini
- Décors : Emmanuelle Duplay
- Costumes : Isabelle Pannetier
- Photographie : Jeanne Lapoirie
- Son : Julien Sicart
- Montage : Robin Campillo, Stéphanie Léger et Anita Roth
- Production : Marie-Ange Luciani
- Production exécutive : Diego Urgoity-Moinot
- Sociétés de production : Les Films de Pierre ; France 3 Cinéma, Memento Production et Playtime (coproductions françaises) ; Scope Pictures (Belgique) ; DDC Madagascar[4] (Madagascar)
- Sociétés de distribution : Memento Distribution ; Cinéart (Belgique)
- Budget : 7,2 million d'euros[5]
- Pays de production :  France,  Belgique,  Madagascar
- Langue originale : français, malgache
- Format : couleur — 1,37:1 — son Dolby Digital 5.1
- Genre : drame
- Durée : 117 minutes
- Dates de sortie :
  - France, Madagascar[6] : 31 mai 2023
  - Belgique : 12 juillet 2023[7]

## Distribution
- Nadia Tereszkiewicz : Colette Lopez
- Quim Gutiérrez : Robert Lopez
- Sophie Guillemin : Mme Guedj
- David Serero : M. Guedj
- Hugues Delamarlière : Bernard Huissens
- Luna Carpiaux : Odile Huissens
- Amely Rakotoarimalala : Miangaly
- Mitia Ralaivita : Andry, serveur au mess
- Charlie Vauselle : Thomas Lopez
- Cathy Pham : Suzanne
- Mathis Piberne : Alain Lopez
- Sacha Cosar-Accaoui : Michel Lopez
- Calissa Oskal-Ool : Fantômette
- François-Dominique Blin : le toubib
- Vincent Schmitt : le père Bertin
- Franck Mercadal : le général Mathiot
- Julie Moulier : Michèle Mollier

## Production

### Genèse et développement
En février 2020, concernant l'avance sur recettes avant réalisation, le CNC révèle le prochain film de Robin Campillo, cependant intitulé École de l'air — à l'origine, il avait pour titre Vazaha, qui signifie « Les Blancs », « Les Français » en malgache. Le scénario est co-signé par le réalisateur avec Gilles Marchand, ainsi qu'avec l'écrivain malgache Jean-Luc Raharimanana, et porte sur le soulèvement de Madagascar au début des années 1970. Le film est produit par Marie-Ange Luciani pour Les Films de Pierre, et le tournage devrait débuter en juillet de l'année suivante. Le réalisateur y livre ses souvenirs et ses anecdotes d'enfance : « C'est une façon de retourner à Madagascar, mais aussi de retourner la nostalgie post-coloniale, d'aller chercher ce qu'il y avait dans les coulisses. (…) Je voyais bien que quelque chose clochait », explique-t-il, plus tard. Il est également coproduit par France 3 Cinéma, Memento Films Production et Scope Pictures (Belgique).
En avril 2021, alors que la production recherche un petit garçon débutant pour interpréter Thomas dans le Pays-de-la-Loire, le tournage est annoncé pour juillet et août, avec Nadia Tereszkiewicz et Quim Gutiérrez. En mai, bien que les frontières à Madagascar restent fermées « quasiment sans interruption depuis le 19 mars 2020 », la date du tournage est modifiée à cause de la pandémie de Covid-19 : il a lieu entre août et octobre, en Provence-Alpes-Côte d'Azur, au Pays-de-la-Loire et à Madagascar.

### Attribution des rôles
Pour incarner Robert et Colette Lopez, les parents de Thomas dans le film, Robin Campillo souhaitait un acteur espagnol pour « retrouver ses origines », parce que, surtout, il aime « bien travailler avec des acteurs étrangers », avant de tomber sur Quim Gutiérrez sur Internet après une longue recherche. Quant à l'épouse, le réalisateur a reçu Nadia Tereszkiewicz avec qui il a fait des essais pour le personnage d'Odile Huissens, avant d'en faire un autre avec Quim Gutiérrez, et assiste à « une alchimie qui s'est produite tout de suite ». Après dans les « trois cents perruques et trois cents tenues, plus un certain nombre de maquillage », elle incarne parfaitement le rôle de la maman, et « porte, en elle, une mélancolie qui la connectait instinctivement à Thomas ».
Robin Campillo a longtemps cherché le personnage de Thomas en région parisienne, puis en région Pays-de-la-Loire où il a trouvé Charlie Vauselle, originaire de Corsept (Loire-Atlantique).

### Tournage
Bien que les frontières à Madagascar sont fermées en raison de la pandémie de Covid-19, le tournage commence fin juillet 2021 en France, dont en région parisienne, où l'équipe a restauré la maison familiale dans un pavillon, non loin d'Orly (Val-de-Marne), ainsi qu'à Montreuil[Lequel ?]. Il a également lieu à Salon-de-Provence (Bouches-du-Rhône) pour utiliser les hangars de l’école de l’air de la base aérienne 701, d'où les scènes des pliages de parachutes et de Noël dans l'avion Noratlas. En octobre, l'équipe part à Madagascar, notamment à la base aérienne 181 Ivato. En mi-décembre, elle retrouve la France pour joindre à La Roche-sur-Yon (Vendée), dans l’usine Michelin transformé en studio de cinéma afin de filmer quelques scènes. Il s'achève en décembre.

### Musique
La bande originale du film est composée par Arnaud Rebotini, qui retrouve Robin Campillo après Eastern Boys (2014) et 120 battements par minute (2017), dont la bande originale sort sur son label Blackstrobe.
Les chansons, telles que In-A-Gadda-Da-Vida de Iron Butterfly, Stranger in Paradise de Martin Denny et Acércate más de Nat King Cole, font partie du film.
Le film se termine avec la chanson Veloma — « Au revoir » en malgache — de Mahaleo, car « c’est vraiment une chanson à la fois jubilatoire et mélancolique qui a accompagné la révolution malagasy. Elle a trouvé tout naturellement sa place à la fin du film car elle parle de la révolution comme un adieu à l’enfance », explique le réalisateur.
Liste de pistes
1. The Red Island (3:43)
2. L'île rouge (générique) (1:14)
3. Thomas et Suzanne (3:05)
4. Flute, interlude 1 (0:34)
5. Colonial Party (5:34)
6. Harp, Interlude 1 (0:19)
7. L'île rouge - variation (4:53)
8. Madgascar ballade (2:10)
9. Harpsichord Interlude (0:58)
10. La marche nocture (2:36)
11. Harp, Interlude 2 (0:19)
12. L'île rouge (générique de fin) (3:54)
13. Flute, interlude 2 (0:22)
14. The Red Island - variation 2 (3:42)
15. Thomas et Suzanne - variation 1 (1:32)
16. L'île rouge - variation 2 (0:29)
17. Thomas et Suzanne - variation 2 (0:36)
18. Tropical Dance 1 (2:38)
19. Tropical Dance 2 (2:36)

## Accueil

### Critiques
Le site Allociné donne la note de 3,5⁄5, après avoir recensé et interprété 25 critiques de presse.
« Film sensationnel sur la fin du colonialisme », la critique du Masque et la plume met l'accent sur la réussite de la mise en scène originale du film, dont Jean-Marc Lalanne qui « applaudit un film génial, absolument magnifique. ».
Gérard Lefort des Inrockuptibles donne raison au film, « un récit d’apprentissage qui exhausse l’autobiographie de son auteur pour dessiner un bien commun : les raisons de se révolter, hier comme aujourd’hui, toujours et partout. ». Marie-José Sirach de L'Humanité applaudit le réalisateur qui « dresse une peinture délicate et sensible d’un moment clé de cette histoire peu connue et peu racontée qui marque la fin de l’Empire colonial, portée par une belle distribution. ». François Forestier de L'Obs considère le film comme « à la fois une recherche poétique du temps perdu et un cliché cruel de l’idiotie coloniale. ». Selon Adrien Gombeaud des Échos, Robin Campillo signe « une œuvre intime et magnifique. »
Guillemette Odicino de Télérama estime qu'« avec ce film proustien, le réalisateur de 120 Battements par minute livre une magnétique et universelle histoire d’émancipation [...] un récit initiatique des plus délicats sur la naissance d’un œil de cinéma. ». Sandrine Bajos du Parisien estime qu'« avec ce quatrième long métrage, Robin Campillo nous met de nouveau KO. ». Selon Laurent Cambon d'aVoir-aLire, « Robin Campillo a composé son film le plus personnel mais aussi le moins tapageur de tous. C’est une œuvre subtile, très profonde, filmée comme un roman. ».
Peter Bradshaw du Guardian attribue au « film tendre » 5 étoiles sur 5, et le compare à Pacifiction du cinéaste indépendant espagnol Albert Serra. Il le résume comme « une œuvre fascinante et visuellement exquise. ».
Côté négatif ou presque, Maroussia Dubreuil du Monde souligne que, « malgré des images de toute beauté – entre ciel et terre, quelque part entre Monsieur Hulot et un film d’apocalypse – et la musique d’Arnaud Rebotini, le projet trébuche sur des détails pratiques qui en sabotent les ambitions. » Quant à Étienne Sorin du Figaro, plus sévère, il semble assurer que « rien n'accroche dans cette évocation moins sensorielle que flottante, dépourvue d'enjeu véritable – Madagascar n'est pas la tragédie de l'Algérie. ».

### Box-office
Pour son premier jour d'exploitation en France, L'Île rouge a réalisé 10 022 entrées, dont 2 663 en avant-premières, pour un total de 552 séances proposées. En comptant pour ce premier jour les avant-premières, le film se positionne en troisième place du box-office des nouveautés pour sa journée de démarrage, derrière Le Croque-mitaine (14 315) et devant Mon père et moi (5 084). Avec ces chiffres, le long métrage se situe dans la fourchette de productions équivalentes comme Enquête sur un scandale d'État (18 000), mais reste assez nettement inférieur au précédent film de Robin Campillo, 120 Battements par minute (45 000).
Au bout d’une première semaine d’exploitation dans les salles françaises, le long métrage totalise 55 090 entrées, pour une neuvième place au box-office hebdomadaire, derrière Omar la fraise (71 383) et devant Super Mario Bros. le film (49 896).
| Pays ou région | Box-office      | Date d'arrêt du box-office | Nombre de semaines |
| -------------- | --------------- | -------------------------- | ------------------ |
| France         | 150 065 entrées | 29 août 2023               | 13                 |
| Total mondial  | 1 066 190 $     | -                          | -                  |